# Ніколо Камб'ягі
Ніколо Камб'ягі (італ. Nicolò Cambiaghi, нар. 28 грудня 2000, Монца) — італійський футболіст, нападник «Болоньї».
Виступав за молодіжну збірну Італії.

## Клубна кар'єра
Народився 28 грудня 2000 року в Монці. Починав грати у футбол у дитячих командах «Діпо» та «Вімеркатезе», а вже 2009 року потрапив до академії «Аталанти», де пройшов команди усіх вікових категорій.
У дорослому футболі дебютував 2020 року виступами на правах оренди за «Реджяну», в якій протягом сезону взяв участь у 18 матчах Серії B. 
Сезон 2021/22 проводив в оренді у складі іншої друголігової команди, «Порденоне», в якій вже був стабільним гравцем основного складу.
Протягом 2022–2024 років вже мав регулярну ігрову практику на рівні італійської Серії A, де грав у складі «Емполі», щоправда також на правах оренди.
У липні 2024 року за орієнтовні 10 мільйонів євро перебрався до «Болоньї», з якою уклав п'ятирічну угоду.

## Виступи за збірну
Протягом 2022–2023 років залучався до складу молодіжної збірної Італії. На молодіжному рівні зіграв у 10 офіційних матчах, забивши один гол.
Був учасником молодіжного Євро-2023, де виходив на поле в усіх трьох іграх групового етапу, який італійцям подолати не вдалося.

## Статистика виступів

### Статистика клубних виступів
Станом на 20 серпня 2024
| Сезон             | Команда           | Чемпіонат         | Чемпіонат | Чемпіонат | Національний кубок | Національний кубок | Національний кубок | Континентальні кубки | Континентальні кубки | Континентальні кубки | Інші змагання | Інші змагання | Інші змагання | Усього | Усього |
| Сезон             | Команда           | Ліга              | Ігор      | Голів     | Ліга               | Ігор               | Голів              | Ліга                 | Ігор                 | Голів                | Ліга          | Ігор          | Голів         | Ігор   | Голів  |
| ----------------- | ----------------- | ----------------- | --------- | --------- | ------------------ | ------------------ | ------------------ | -------------------- | -------------------- | -------------------- | ------------- | ------------- | ------------- | ------ | ------ |
| 2020–21           | «Реджяна»         | B                 | 18        | 0         | КІ                 | 1                  | 0                  | -                    | -                    | -                    | -             | -             | -             | 19     | 0      |
| 2021–22           | «Порденоне»       | B                 | 36        | 7         | КІ                 | 1                  | 0                  | -                    | -                    | -                    | -             | -             | -             | 37     | 7      |
| 2022–23           | «Емполі»          | A                 | 28        | 6         | КІ                 | 1                  | 1                  | -                    | -                    | -                    | -             | -             | -             | 29     | 7      |
| 2023–24           | «Емполі»          | A                 | 37        | 1         | КІ                 | 0                  | 0                  | -                    | -                    | -                    | -             | -             | -             | 37     | 1      |
| Усього за Empoli  | Усього за Empoli  | Усього за Empoli  | 65        | 7         |                    | 1                  | 1                  |                      | -                    | -                    | -             | -             | -             | 66     | 8      |
| 2024–25           | «Болонья»         | A                 | 1         | 0         | КІ                 | -                  | -                  | ЛЧ                   | -                    | -                    | -             | -             | -             | 1      | 0      |
| Усього за кар'єру | Усього за кар'єру | Усього за кар'єру | 120       | 14        |                    | 3                  | 1                  |                      | -                    | -                    | -             | -             | -             | 123    | 15     |